# Niño con abecedario y un dedo en la boca
Niño con abecedario y un dedo en la boca es una pequeña pintura al óleo sobre tabla (45,5 x 32,5 cm) de Parmigianino, datada hacia 1530 y conservada en una colección privada. 

## Historia y descripción
La obra es mencionada en el inventario de los bienes de Barbara Sanseverino de 1612, así descrita: «...del Parmesanino que muestra un putto con un dedo en la boca y una tabla en el brazo». Luego estuvo expuesta en el Palacio del Giardino, siendo aquí mencionada en el inventario de 1680: «una cabeza de un puttino con cabellos anudados, que sostiene un dedo de la izquierda en la boca y con la derecha la tabla del alfabeto, del Parmigianino». En el de 1785 venía en cambio definida como un "esbozo de niño que bromea". 
La obra entró a continuación en el mercado privado y fue publicada por Frölich-Bum en 1930 cuando se encontraba en la colección Frey de París, y de nuevo por Freedberg (1950) cuando estaba en la Galería Gouldstikker en Ámsterdam. Para la mayoría de estudiosos la atribución a Parmigianino fue unánime, pero Quintavalle en 1943 la consideró "copia de". 
Ignorada por Rossi (1980) y Gould (1994), fue considerada en cambio por De Giampaolo (1991) como una de las obras maestras del artista, caracterizada por una pincelada veloz, una expresión tiernamente amistosa y un cabello nervioso, elementos típicos del mejor repertorio del artista.